# Нуакшот
Нуакшо́т (араб. نواكشوط‎ или انواكشوط, фр. Nouakchott) — столица Мавритании. Население — 1,3 млн. чел. (2024, оценка), тогда как в конце 1960-х население было около 20 тыс. человек. Название города в переводе с берберского языка означает «место, где дует ветер».

## География
Нуакшот расположен в Западной Африке, в 5 км от океана, на плоском побережье плато. Средняя высота — 7—8 м над уровнем моря. Он находится в 475 км от сенегальского Дакара.
Город стоит на красных глинистых песках и мелком песке из ракушечника. Вблизи Нуакшота не было источников воды, окрестные почвы засолены.

## Этимология
Название Нуакшота — берберское словосочетание, означающее «ветреное место»: это обусловлено природными условиями данной местности, лежащей в зоне пассата, вблизи от берега океана.

## История
Исторически Нуакшот был рыболовецкой деревней на 500 человек, у которой стоял небольшой форт, описанный Антуаном де Сент-Экзюпери. В центре города до сих пор работает крупный рыбный рынок.
Мавритания получила независимость после вступления в силу Закона Деффера о деколонизации Африки. На момент провозглашения независимости Мавритании перед молодым государством встала проблема назначения столицы: французская колониальная администрация располагалась на территории современного Сенегала, а городов на территории страны не было, и столицей была избрана рыбацкая деревня на Третьем национальном шоссе, Нуакшот, стоявшая на середине пути от Сенегала в Марокко. Строительство города началось 5 марта 1958 года в 2 км от исторического центра.
Вслед за французской администрацией власти независимой Мавритании считали, что бедуины обязаны осесть в городе для того, чтобы Мавритания «стала современной страной». Этому способствовали и ввод обязательного школьного образования, и опустынивание центров культуры и торговли, и уменьшение количества осадков, начавшееся в 1940-х годах, и идущая с 1975 года война в Западной Сахаре, сделавшая бывшие караванные пути опасными для использования.
Изначально планировалось, что в Нуакшоте будет жить около 8000 человек, но его население достигло этой величины уже в 1963 году, а засуха 1970-х годов и раздача земли правительством подстегнули рост ещё сильнее. В 1955—1999 годах население Нуакшота выросло на 387 %, причём 1977 по 1988 год оно утроилось. После этого рост населения замедлился из-за демографического перехода.
Из-за резкого роста на окраинах Нуакшота образовались трущобы. Город расширялся вдоль дорог, связывающих центральные районы с соседними Акжужтом, Бутилимитом и Росо. По состоянию на 1999 год площадь Нуакшота составляла 10 000 га. Нелегальная застройка в городе делится на два вида: «кеббе» — это самовольное занятие частной земли, обычно лёгкими палатками, а «газра» — строительство жилья на государственной земле, в этом случае дома напротив делают как можно более крепкими, чтобы легализовать его как «постоянное жильё». Наибольшее количество нелегальных построек расположено в соединяющихся с центром районах Эль-Мина, Арафат, Тенсулейлим и Хай-Сакен, а также на окраинах (Тужуонин и Арафат).

## Население
Приведены данные переписей с 1977—2013 годы и прогноз на 2017 год.
| Численность населения на 1 января | Численность населения на 1 января | Численность населения на 1 января | Численность населения на 1 января | Численность населения на 1 января |
| 1977                              | 1988                              | 2000                              | 2013                              | 2017                              |
| --------------------------------- | --------------------------------- | --------------------------------- | --------------------------------- | --------------------------------- |
| 134 704                           | ↗393 325                          | ↗558 195                          | ↗958 399                          | ↗1 116 700                        |

## Административное деление
Город делится на три региона, которые, в свою очередь, разделены на районы:
- Нуакшот-Нор (Северный Нуакшот): Дар-Наим, Теярет, Тужуонин[англ.].
- Нуакшот-Уэст[англ.] (West Nouakchott): Ксар[англ.], Себкха[англ.], Тевраг-Зейна[англ.].
- Нуакшот-Сюд (South Nouakchott): Арафат, Эль-Мина[англ.], Рияд[англ.].

В районе Дар-Наим находится одноимённая тюрьма.

### История административного деления
До 1972 года город делился на административно-промышленную зону в 50 га, распланированные спальные районы (140 га) и нерегулируемую часть города, не подпадающую под городской план развития. Позже с началом миграции к ним добавились западный и южный район, а затем, в 1974 году, под жилую застройку было выделено ещё два участка земли, на севере и юге (нынешние районы Теярет, Себкха и Эль-Мина). В 1975—1985 к Тевраг-Зейна было добавлено 2500 индивидуальных участков, а к Себкха, Теярету и Эль-Мине — более 16 000; это количество участков не могло насытить спрос.
Принятый в 1983 году градостроительный план должен был прекратить хаотичный рост города, но не смог, как и пересмотренный план 1987 года. Центральные районы Ксар, Тевраг-Зейна, Себкха, Эль-Мина и Теярет продолжали уплотняться, там появились небольшие многоквартирные дома, однако урбанизацию сдерживали узкие гудронированные дороги и отсутствие доступа к центральному источнику воды и канализации. С другой стороны, Нуакшот продолжал бесконтрольно расти вдоль дорог из-за засух.

## Климат
Нуакшот отличается засушливым климатом с жарким летом и тёплой зимой. Хотя температура в городе высока на протяжении большей части года, в силу его расположения в Нуакшоте не так жарко, как в некоторых других городах с подобным климатом. Хотя средний максимум температур относительно постоянен на уровне около 32 °C, средний минимум может колебаться от 24 °C в летние месяцы до 13 °C в зимние месяцы. Среднее количество осадков в городе составляет 159 миллиметров в год. Большая часть осадков обычно падает в течение августа, единственного месяца, формирующего очень короткий сезон дождей. С декабря по июнь осадки не выпадают вовсе.
| Показатель                    | Янв. | Фев. | Март | Апр. | Май  | Июнь | Июль | Авг. | Сен. | Окт. | Нояб. | Дек. | Год  |
| ----------------------------- | ---- | ---- | ---- | ---- | ---- | ---- | ---- | ---- | ---- | ---- | ----- | ---- | ---- |
| Абсолютный максимум, °C       | 36   | 39   | 41   | 43   | 46   | 46   | 43   | 42   | 44   | 43   | 42    | 37   | 46   |
| Средний суточный максимум, °C | 29,1 | 30,6 | 31,6 | 32,6 | 33,4 | 34,6 | 31,3 | 32,4 | 34,9 | 36,4 | 33,1  | 29,1 | 32,4 |
| Средняя температура, °C       | 21,4 | 22,7 | 23,9 | 25,0 | 26,2 | 28,0 | 27,1 | 28,3 | 29,7 | 29,2 | 25,7  | 22,0 | 25,8 |
| Средний суточный минимум, °C  | 13,7 | 14,8 | 16,3 | 17,5 | 19,1 | 21,4 | 22,9 | 24,2 | 24,5 | 22,1 | 18,3  | 15,0 | 19,2 |
| Абсолютный минимум, °C        | 7    | 9    | 11   | 12   | 14   | 18   | 21   | 20   | 22   | 17   | 13    | 7    | 7    |
| Норма осадков, мм             | 1    | 2    | 1    | 0    | 0    | 1    | 12   | 36   | 31   | 7    | 1     | 2    | 94   |
| Источник: Climate-Data.org    |      |      |      |      |      |      |      |      |      |      |       |      |      |

## Экономика
Имеется международный аэропорт Нуакшот-Умтунси, открытый в 2016 году. До этого функционировал аэропорт Нуакшот. В городе есть также морской порт, построенный в 1986 году китайской компанией. Основа морской торговли — экспорт бензина и меди (в 195 км к северо-западу от города находятся медные шахты). Присутствует пищевая и деревообрабатывающая промышленность.

## Спорт
В городе базируется большинство футбольных клубов, выступающих в чемпионате Мавритании.

## Культура и образование
Главная площадь города — Площадь независимости.
Университет Нуакшота (основан в 1981 году), Институт изучения ислама.

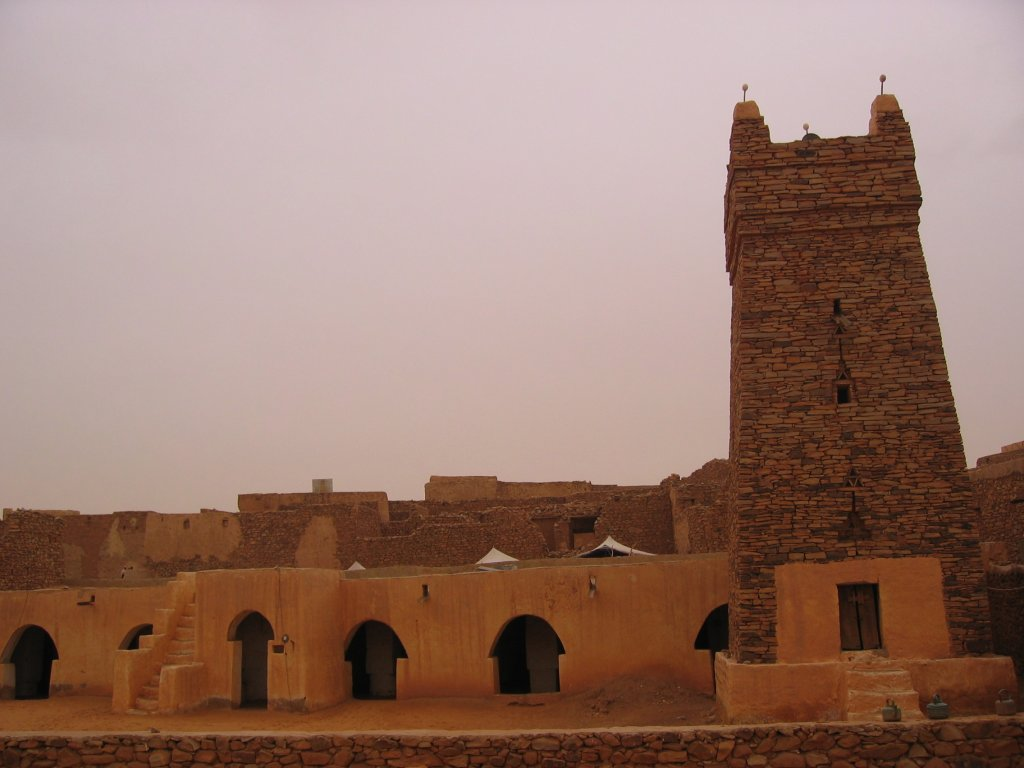
Шингеттиская соборная мечеть
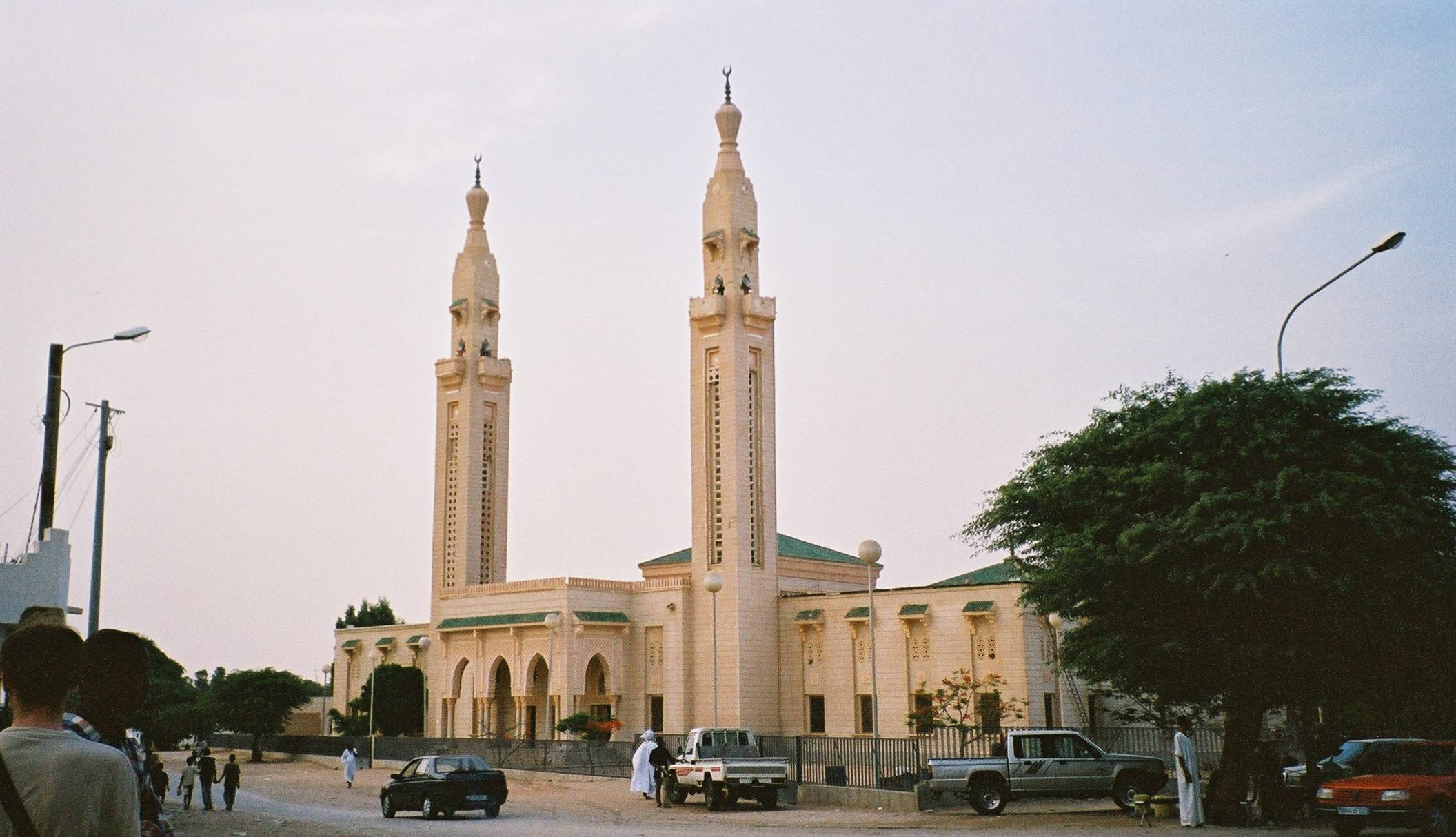
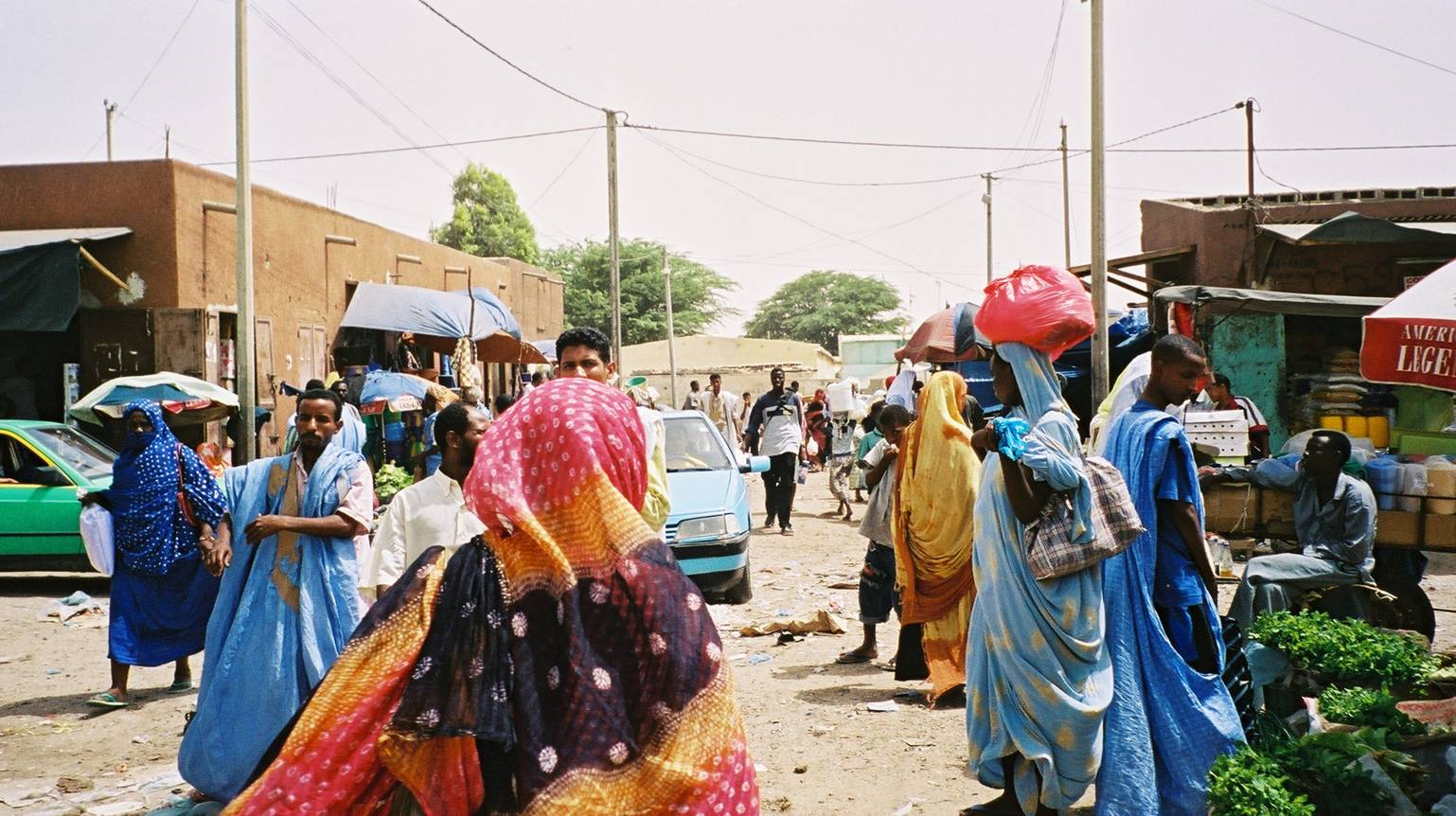